# Westover Hills (Teksas)
Westover Hills je gradić u američkoj saveznoj državi Teksas. Prema popisu stanovništva iz 2010. u njemu je živjelo 682 stanovnika.